# ألكسندر يوهانسون
ألكسندر يوهانسون (بالسويدية: Alexander Johansson) هو لاعب كرة قدم سويدي، ولد في 27 يناير 2000 في Harplinge ‏ في السويد. لعب مع نادي هالمستاد.

## وصلات خارجية
- ألكسندر يوهانسون على موقع اتحاد السويد (السويدية)
- ألكسندر يوهانسون على موقع قاعدة بيانات كرة القدم.إي يو (الإنجليزية)
- ألكسندر يوهانسون على موقع Soccerway.com (الإنجليزية)